# 西村謙三
西村謙三（1861年9月13日—1937年7月10日），日本教育學家、鄉土學家。

## 生平[1]
畢業於東京帝国大学文学部哲学科，后出任佐賀縣立佐賀西高等學校、岐阜縣立岐阜高等學校、大分縣立大分上野丘高等學校等教員，后擔任武生中学、滋賀中学、修猷館中学、長崎中学校長，最後回鄉擔任成美高等女学校校長。
1914年，擔任佐賀縣立圖書館館長。

## 脚注
1. ↑  『佐賀県大百科事典』637頁。